# Museu d'Art Grand Rapids
El Museu d'Art Grand Rapids (Grand Rapids Art Museum, GRAM) és un museu d'art situat a Grand Rapids (Michigan) amb col·leccions que van des del Renaixement fins a l'art modern i col·leccions especials d'art europeu i americà dels segles XIX i XX. Els seus fons inclouen obres d'art modern notables com l'Ingleside de 1963 de Richard Diebenkorn. El museu té a la seva col·lecció 5.000 obres d'art, que inclouen més de 3.500 gravats, dibuixos i fotografies.

## Història
El museu es va fundar l'any 1910 amb el nom de Grand Rapids Art Gallery, que aviat va ser canviat pel seu nom actual. Inicialment amb seu a una antiga residència al 230 de Fulton Street, es va traslladar a l'històric Edifici Federal de Pearl Street el 1981.
L'any 2004 es va iniciar la construcció d'un nou edifici verd, que havia de ser el primer museu d'art certificat LEED (Leadership in Energy and Environmental Design) del món. Els 11.600 m² de l'edifici, que compta amb 1.900 m² de galeria i espai d'exposició, ha estat certificat LEED Or. Munkenbeck+Marshall Architects, amb seu a Londres, va ser nomenat l'arquitecte per al nou edifici l'any 2002 i va desenvolupar el disseny des del concepte inicial fins a la fase de construcció. L'estiu de 2004, la junta del museu va acabar amb la participació de Munkenbeck+Marshall i va contractar l'arquitecte Kulapat Yantrasast de wHY Architecture per completar el projecte.

## Artistes
Diversos artistes han exposat la seva obra al museu, com Samuel Yellin, Frederick Carl Frieseke, Harriet Whitney Frishmuth, Doug Argue i Ryan Spencer Reed, entre d'altres.